# Gyűrűs számláló
A gyűrűs számláló a számlálók egyik típusa, melyet egy körkörösen visszacsatolt léptető regiszterből (shift regiszter) készíthetünk. A léptető regiszterben az adatok az egyik vagy másik (balra vagy jobbra), vagy akár mindkét irányban eltolhatók, léptethetők. Ha a léptető regiszter kimenetét valamilyen módon a bemenetre kötik, akkor visszacsatolás jön létre és a működés ideje alatt a regiszterben egy megadott információ kering. Ezt nevezik gyűrűs számlálónak. A gyűrű bemenetére kerülő jel a regiszternek egy vagy több pontjában kialakuló jelek függvénye.

## Típusai
A gyűrűs számlálóknak két típusa van:
- Az egyenes gyűrűs számláló vagy n-ből az 1 számláló esetén a léptető regiszter utolsó bitje a regiszter bemenetére van kötve, és a számlálóban egy darab 1-es (vagy 0-s) bit köröz. Ezt nevezik n modulusú gyűrűs számlálónak is. Például egy 4 bites shiftregiszterben, 1000 kezdőérték esetén az ismétlődő minta a következő: 1000, 0100, 0010, 0001, 1000... . Ennél a számlálótípusnál természetesen az egyik bitet előzetesen 1-re (vagy 0-ra) kell állítani, hogy a számláló helyesen működjék.
- A csavart gyűrűs számláló vagy Johnson számláló esetén az utolsó bit negáltját kell a bemenetre kötni, tehát a visszacsatolási hurokba egy NEM kaput iktatnak. Ennek következtében a kódciklus hossza kétszer akkora lesz, mint az ennek megfelelő egyenes gyűrűs tárolóban. Ezt 2n modulusú gyűrűs számlálónak is nevezik, ahol az n a számláló tárolóinak száma. Ebben az esetben az ismétlődő minta – 4 bites shiftregiszternél, 0000 kezdőérték esetén – a következő lesz: 0000, 1000, 1100, 1110, 1111, 0111, 0011, 0001, 0000... .

### A lánckódgenerátor
A gyűrűs számlálóhoz hasonló felépítésű a lánckódgenerátor (linear feedback shift register, LFSR), amelyben a bemenetre jutó jel a regiszter egyes bitjeinek valamilyen logikai függvénye. Például ha a 4 bites gyűrűs számlálónak nem a kimenetét, hanem az utolsó két bitjének KIZÁRÓ VAGY (XOR) függvénye kerül a bemenetre, akkor 15 hosszú változatos sorozat keletkezik a kimeneten. Az így előállítható sorozatok ugyan bonyolultak, de nem véletlenszerűek, ezért ezeket pszeudóvéletlen bináris sorozatnak (pseudo-random binary sequence, PRBS) nevezik. A lánckódgenerátorokkal előállítható ciklusok hossza a visszacsatolásban szereplő fokozatok számától és a generátorban megvalósított függvénytől is függ. A legnagyobb kódhossz N fokozatra 2N-1, tehát pl. 4 fokozat esetén 15 lehet.
A lánckódgenerátoroknak számtalan felhasználása van, pl. egy hasonló egységgel állították elő az első mikroprocesszor, a TMS 1000 programszámlálójának értékeit is, mivel ezt sokkal kevesebb elemmel megvalósítható, mint egy bináris számláló, és a nem bináris szekvenciát is megfelelőnek ítélték.

## 4 bites gyűrűs számláló (Johnson counter)

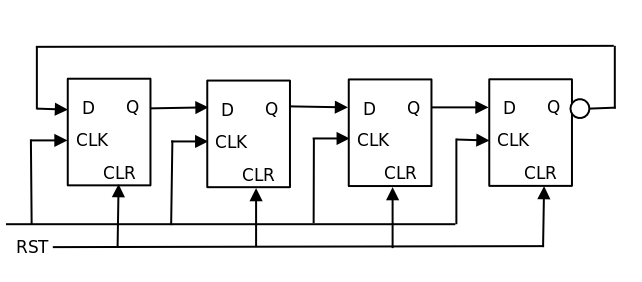
4 bites gyűrűs számláló D típusú flipflopokkal felépítve, aszinkron törléssel (a negálást kis karika jelzi)

## A négybites számlálók mintái
| Egyenes gyűrűs számláló/n-ből az 1 számláló | Egyenes gyűrűs számláló/n-ből az 1 számláló | Egyenes gyűrűs számláló/n-ből az 1 számláló | Egyenes gyűrűs számláló/n-ből az 1 számláló | Egyenes gyűrűs számláló/n-ből az 1 számláló |       | Csavart gyűrűs számláló/Johnson számláló | Csavart gyűrűs számláló/Johnson számláló | Csavart gyűrűs számláló/Johnson számláló | Csavart gyűrűs számláló/Johnson számláló | Csavart gyűrűs számláló/Johnson számláló |
| State                                       | Q0                                          | Q1                                          | Q2                                          | Q3                                          | State | Q0                                       | Q1                                       | Q2                                       | Q3                                       |                                          |
| ------------------------------------------- | ------------------------------------------- | ------------------------------------------- | ------------------------------------------- | ------------------------------------------- | ----- | ---------------------------------------- | ---------------------------------------- | ---------------------------------------- | ---------------------------------------- | ---------------------------------------- |
| 0                                           | 1                                           | 0                                           | 0                                           | 0                                           | 0     | 0                                        | 0                                        | 0                                        | 0                                        |                                          |
| 1                                           | 0                                           | 1                                           | 0                                           | 0                                           | 1     | 1                                        | 0                                        | 0                                        | 0                                        |                                          |
| 2                                           | 0                                           | 0                                           | 1                                           | 0                                           | 2     | 1                                        | 1                                        | 0                                        | 0                                        |                                          |
| 3                                           | 0                                           | 0                                           | 0                                           | 1                                           | 3     | 1                                        | 1                                        | 1                                        | 0                                        |                                          |
| 0                                           | 1                                           | 0                                           | 0                                           | 0                                           | 4     | 1                                        | 1                                        | 1                                        | 1                                        |                                          |
| 1                                           | 0                                           | 1                                           | 0                                           | 0                                           | 5     | 0                                        | 1                                        | 1                                        | 1                                        |                                          |
| 2                                           | 0                                           | 0                                           | 1                                           | 0                                           | 6     | 0                                        | 0                                        | 1                                        | 1                                        |                                          |
| 3                                           | 0                                           | 0                                           | 0                                           | 1                                           | 7     | 0                                        | 0                                        | 0                                        | 1                                        |                                          |
| 0                                           | 1                                           | 0                                           | 0                                           | 0                                           | 0     | 0                                        | 0                                        | 0                                        | 0                                        |                                          |